# Bezzia
Bezzia is een geslacht van stekende muggen uit de familie van de knutten (Ceratopogonidae).

## Soorten
- B. acuta Remm, 1974
- B. affinis (Staeger, 1839)
- B. aklavikensis Wirth and Grogan, 1983
- B. albicornis (Meigen, 1818)
- B. albidorsata Malloch, 1915
- B. algeriana (Clastrier, 1962)
- B. andersonorum Wirth and Grogan, 1983
- B. annulipes (Meigen, 1830)
- B. apicata Malloch, 1914
- B. atacina Clastrier, 1962
- B. atrifemorata Clastrier, 1962
- B. atripluma Kieffer, 1919
- B. biannulata Wirth, 1952
- B. bicolor (Meigen, 1804)
- B. bilineata Wirth, 1952
- B. bivittatus (Coquillett, 1905)
- B. bohemica Kieffer, 1919
- B. boiemica Kieffer, 1922
- B. bresi Huttel & Huttel, 1951
- B. brevipluma Kieffer, 1919
- B. calceata (Walker, 1856)
- B. circumdata (Staeger, 1839)
- B. cockerelli Malloch, 1915
- B. coloradensis Wirth, 1952
- B. coracina (Zetterstedt, 1850)
- B. curtiforceps Goetghebuer, 1929
- B. chelistyla Wirth and Grogan, 1983
- B. decincta Edwards, 1932
- B. dentata Malloch, 1914
- B. dorsasetula Dow and Turner, 1976
- B. downesi Dow and Turner, 1976
- B. elongata Zilahi-Sebess, 1940
- B. exigua Goetghebuer, 1935
- B. expolitus (Coquillett, 1901)
- B. fairchildi Wirth, 1983
- B. fascispinosa Clastrier, 1962
- B. fenestrata Clastrier, 1962
- B. flavicornis (Staeger, 1839)
- B. flavitarsis Malloch, 1914
- B. flavitibia Dow and Turner, 1976
- B. fuliginata Clastrier, 1962
- B. fuscifemoris Remm, 1971
- B. gibber (Coquillett, 1905)
- B. gibberella Wirth and Grogan, 1983
- B. glaber (Coquillett, 1902)
- B. gracilipes (Winnertz, 1852)
- B. imbifida Dow and Turner, 1976
- B. japonica Tokunaga, 1939
- B. kazlauskasi Remm, 1966

- B. kiefferiana Goetghebuer, 1934
- B. kuhetiensis Remm, 1967
- B. laciniastyla Dow and Turner, 1976
- B. leucogaster (Zetterstedt, 1850)
- B. longisaeta (Spataru, 1973)
- B. luteiventris Wirth and Grogan, 1983
- B. magnisetula Dow and Turner, 1976
- B. mallochi Wirth, 1951
- B. medius (Coquillett, 1904)
- B. mohave Wirth and Grogan, 1983
- B. monacantha Kieffer, 1925
- B. multiannulata (Strobl, 1906)
- B. nigripes Wirth and Grogan, 1983
- B. nigrita Clastrier, 1962
- B. nigritula (Zetterstedt, 1838)
- B. nobilis (Winnertz, 1852)
- B. nodosipes Kieffer, 1924
- B. numidiana Clastrier, 1962
- B. obelisca Dow and Turner, 1976
- B. ornata (Meigen, 1830)
- B. palustris Clastrier, 1962
- B. perplexa Dow and Turner, 1976
- B. pilipennis Lundstrom, 1916
- B. pruinosus (Coquillett, 1905)
- B. pseudobscura Wirth, 1951
- B. pulvereus (Coquillett, 1901)
- B. punctipennis (Williston, 1896)
- B. pygmaea Goetghebuer, 1920
- B. rhynchostylata Remm, 1974
- B. rufifascies Goetghebuer, 1932
- B. saileri Wirth, 1983
- B. sajana Remm, 1972
- B. sandersoni Wirth and Grogan, 1983
- B. setosinotum Wirth and Grogan, 1983
- B. signata (Meigen, 1804)
- B. sivashica Remm, 1968
- B. soikai (Harant, Huttel & Huttel, 1952)
- B. sordida Wirth, 1952
- B. spathula Wirth and Grogan, 1983
- B. spicata Dow and Turner, 1976
- B. taeniata (Haliday, 1856)
- B. texensis Wirth and Grogan, 1983
- B. twinni Wirth, 1983
- B. uncistyla Dow and Turner, 1976
- B. unispina Dow and Turner, 1976
- B. varicolor (Coquillett, 1902)
- B. winnertziana Kieffer, 1919
- B. xanthogaster (Kieffer, 1919)
- B. zajantshkauskasi Remm, 1966